# سفارة فنزويلا في فرنسا
سفارة فنزويلا في فرنسا هي أرفع تمثيل دبلوماسي لدولة فنزويلا لدى فرنسا. تقع السفارة في وهي تهدف لتعزيز المصالح الفنزويلية في فرنسا.

## وصلات خارجية
- الموقع الرسمي
- قائمة سفارات فنزويلا
- قائمة السفارات في فرنسا